# Sarah-Jane Crawford
Sarah-Jane Crawford (née le 15 juillet 1983 à Lambeth, Royaume-Uni) est une présentatrice de télévision et de radio anglaise, actrice, une artiste voix-off et DJ plus connue pour son travail à la radio avec Key 103 et anciennement avec BBC Radio 1Xtra, et son travail sur les chaînes Entertainment Television, ITV2, la BBC, Channel 4, Disney Channel et MTV,.

## Jeunesse et formation
Née à Lambeth, elle a fréquenté les écoles de Bessemer Grange, Dulwich Hamlet et Sydenham Girls 'School avant de déménager dans le Cambridgeshire pour ses dernières années d'école secondaire. Avant de devenir présentatrice de télévision, Crawford a commencé à étudier l'économie à l'Université de Kingston avant de transférer pour l'Université Anglia Ruskin où elle a obtenu un diplôme en marketing.

## Vie privée
Crawford est végétalienne depuis 2015 et publie une application végétalienne appelée Viappi en novembre 2017.